# روجر تريتز
روجر تريتز (بالفرنسية: Roger Tritz)‏ (مواليد 21 أغسطس 1914) هو ملاكم فرنسي، مثّل بلاده في الألعاب الأولمبية الصيفية 1936.

## روابط خارجية
روجر تريتز على موقع أوليمبيديا (الإنجليزية)